# Вирсма, Харм
Харм Ви́рсма (англ. Harm Wiersma; род. 13 мая 1953, Леуварден) — голландский шашист и политик, пятикратный чемпион мира, чемпион Европы в индивидуальном зачёте (1999) и в команде (1978), восьмикратный чемпион Нидерландов по международным шашкам, бывший депутат парламента Нидерландов от Списка Пима Фортёйна.

## Спортивная карьера

### До 1984 года
Отец Харма Вирсмы, Крис, тоже шашист, познакомил сына с шашками в восьмилетнем возрасте; в 1963 году мальчик поступил в юношескую секцию шашечного клуба Леувардена, а год спустя перешёл в другой городской клуб, «Гюйсум». В 1965 году Харм Вирсма выиграл юношеский чемпионат Фрисландии, а вскоре и юношеский чемпионат Нидерландов.
В 1967 году, в неполные 14 лет, Вирсма стал бронзовым призёром чемпионата Нидерландов, пропустив вперёд только семнадцатилетнего Тони Сейбрандса и опытного Пита Розенбурга. В начале 1968 года он выиграл чемпионат Фрисландии. В том же году, в 15 лет, он участвует в своём первом чемпионате мира в Больцано (Италия). В этом году он становится мастером спорта.
В 1970 году Вирсма — второй в национальном первенстве после Сейбрандса, национальный, затем международный гроссмейстер (самый молодой в истории стоклеточных шашек); в 1972 году, в отсутствие Сейбрандса, он впервые становится чемпионом Нидерландов. Спустя два месяца Вирсма вновь довольствуется «серебром», пропустив вперёд Сейбрандса, но это происходит на чемпионате мира, где он, помимо прочего, побеждает экс-чемпионов мира Баба Си и Марселя Делорье.
В 1974 году Вирсма стал двукратным чемпионом Нидерландов, но опять в отсутствие Сейбрандса. Осенью на турнире претендентов в Тбилиси он разделил первое место с Исером Куперманом и Анатолием Гантваргом. Победителем по рейтингу был объявлен Куперман, который затем без игры стал чемпионом мира из-за отказа действующего чемпиона Сейбрандса от участия в матче.
В 1975 и 1976 годах Вирсма финиширует первым в чемпионате Нидерландов, оба раза оставляя на втором месте Роба Клерка. В 1976 году он становится и чемпионом мира, единолично выиграв турнир в Амстердаме. Клерк и Вячеслав Щёголев делят второе место, при этом Вирсма выигрывает у обоих, равно как и у Гантварга и Купермана.
В 1977 году Вирсма снова чемпион Нидерландов, а в 1978 году выигрывает со сборной Нидерландов (где также играли Сейбрандс и Клерк) командное первенство Европы в Тбилиси. В конце того же года на индивидуальном мировом первенстве в Арко (Италия) он разделил первое место в основном турнире с Гантваргом, а в последовавшем в начале 1979 года дополнительном матче советский гроссмейстер убедительно доказал своё превосходство. Но ещё до конца года Вирсма в матче-реванше одерживает не менее убедительную победу и возвращает себе титул.
1980 год становится для Вирсмы неудачным: он уступает Яннесу ван дер Валу титул чемпиона Нидерландов, а Гантваргу, во второй раз, мировую шашечную корону. Ван дер Вал остаётся чемпионом Нидерландов и на следующий год, но звание чемпиона мира Вирсме в матче с Гантваргом опять удаётся вернуть. Затем в Сан-Пауло ван дер Вал одерживает самую важную в своей карьере победу, став чемпионом мира. Вирсма остаётся лишь третьим, пропустив вперёд ещё и Клерка, при том, что на этом чемпионате по причинам политического характера отсутствовали представители СССР.
1983 год оказывается для Вирсмы триумфальным. Сначала он выигрывает престижный турнир «VOLMAC-trofee» в Амстердаме с участием всех сильнейших из играющих в тот момент гроссмейстеров, а потом побеждает ван дер Вала в матче-реванше. Советские представители во Всемирной федерации шашек (ФМЖД) опротестовывают результат матча из-за пропущенного год назад турнира, и в итоге в 1984 году ФМЖД принимает решение: придать амстердамскому турниру 1983 года ретроактивно статус чемпионата мира. Таким образом, Вирсма фактически дважды стал чемпионом мира за один 1983 год. В 1984 году он отстоял свой титул в матче с очередным советским претендентом, Вадимом Вирным: их матч завершился вничью, что означало, что Вирсма, действующий чемпион мира, сохранил корону.

### С 1992 года
Вскоре после матча с Вирным Вирсма надолго исчез из крупных шашечных соревнований, последовав примеру Сейбрандса, сделавшего это десятью годами раньше и продолжавшего до 1988 года играть только на командных и второстепенных турнирах. До начала 1990-х годов он занимался в основном бизнесом, одновременно снабжая шашечными анализами газету «De Telegraaf» и ведя тренерскую работу. Возвращение Вирсмы в 1992 году ознаменовалось победой на чемпионате Нидерландов и делёжкой второго места на чемпионате мира в Тулоне (Франция).
В декабре 1993 и январе 1994 года Вирсма встречается в матче с Алексеем Чижовым, но проигрывает две партии, не выиграв ни одной при 18 ничьих; матч проходил в трёх странах, России, Эстонии и Нидерландах, и именно на заключительной его стадии, в своей родной Фрисландии, Вирсма потерпел оба поражения. Следующий чемпионат мира, в ноябре 1993 года, также становится для Вирсмы «серебряным», а два года спустя в Абиджане он не сумел в отборочной группе добиться ни одной победы и потерпел поражение от Зои Голубевой, не пробившись в финальный турнир.
В 1998 году Вирсма в очередной раз становится чемпионом Нидерландов, разделив первое место в турнире с Герардом Янсеном и победив того в дополнительном матче. На следующий год он выиграл чемпионат Европы, второй раз за карьеру опередив Сейбрандса на крупном турнире (первый раз это случилось на чемпионате мира 1992 года). Этот успех гарантировал ему участие в чемпионате мира 2000 года, но ни он, ни Сейбрандс на этот турнир не приехали.
В 2001 году Вирсма в восьмой раз становится чемпионом Нидерландов. Закончив основной турнир наравне с Хансом Янсеном и сведя вничью три последовавших дополнительных матча, он получил этот титул в результате простой жеребьёвки. В дальнейшем Вирсма регулярно принимал участие в клубных соревнованиях на национальном и провинциальном уровне, в частности выиграв клубный чемпионат 2010/2011 года в составе команды «DamCombinatie Fryslân», а чемпионат 2015/2016 года с клубом «Hijken DTC».

## Результаты выступлений на чемпионатах мира по международным шашкам
| Год     | Место проведения         | Форма соревнования      | Результат | Место                    |
| ------- | ------------------------ | ----------------------- | --------- | ------------------------ |
| 1968    | Больцано                 | Турнир                  | (+7=7-1)  | 5                        |
| 1972    | Хенгело                  | Турнир                  | (+9=7-0)  | II                       |
| 1976    | Амстердам                | Турнир                  | (+11=6-0) | I                        |
| 1978/79 | Арко                     | Турнир                  | (+4=7-0)  | II                       |
| 1979    | Утрехт                   | Матч с А. Гантваргом    | (+4=14-2) | I                        |
| 1980    | Бамако                   | Турнир                  | (+8=13-0) | II—III                   |
| 1981    | Нидерланды               | Матч с А. Гантваргом    | (+2=18-0) | I                        |
| 1982    | Сан-Паулу                | Турнир                  | (+5=8-0)  | III                      |
| 1983    | Амстердам                | Турнир                  | (+4=10-0) | I                        |
| 1983    | Херенвен                 | Матч с Я. ван дер Валом | (+1=19-0) | I                        |
| 1984    | Москва Роттердам         | Матч с В. Вирным        | (+1=18-1) | I                        |
| 1992    | Тулон                    | Турнир                  | (+9=13-1) | 2-5                      |
| 1993/94 | Ижевск Таллин Фрисландия | Матч с А. Чижовым       | (+0=18-2) | II                       |
| 1994    | Гаага                    | Турнир                  | (+6=13-0) | II                       |
| 1996    | Абиджан                  | Турнир                  | (+0=6-1)  | Выбыл на групповом этапе |

## Политическая и административная деятельность
В 2002 году Харм Вирсма был выдвинут кандидатом в депутаты Палаты представителей парламента Нидерландов от Списка Пима Фортёйна. В партийном списке он находился на восемнадцатом месте. На выборах партия, лидер которой был незадолго до этого убит, получила 26 мест в парламенте, что означало депутатское кресло и для Вирсмы. Его также называли в числе кандидатов на пост министра спорта. В итоге он стал членом парламентских комиссий по иностранным делам (специализируясь на странах третьего мира и Восточной Европы), по спорту и по социальным вопросам. После избрания Вирсма объявил об отказе от участия в предстоящих чемпионатах Европы и Нидерландов из-за нехватки времени. Однако уже в следующем году он был вынужден покинуть депутатский пост из-за разногласий с муниципальными властями своего родного Леувардена.
В начале 2000-х годов наметился раскол во Всемирной федерации шашек, частью которого стал конфликт Вирсмы с Федерацией шашек Нидерландов, приведший к окончанию многолетнего сотрудничества. В итоге в 2007 году Вирсма объявил о создании новой шашечной организации, Всемирного шашечного клуба (англ. World Draughts Club). На первых порах среди задач ВШК были указаны организация пропаганды шашек, создание шашечного клуба в Интернете, подготовка Кубка мира по шашкам, участие в подготовке Всемирных интеллектуальных игр 2008 года в Пекине и борьба за признание шашек олимпийским видом спорта.